# Schroeder Hill
Der Schroeder Hill ist eine 2680 m hohe und felsige Anhöhe in der antarktischen Ross Dependency. In den Cumulus Hills des Königin-Maud-Gebirges ragt der Hügel 5,5 km südöstlich des Ellis Bluff auf.
Das Advisory Committee on Antarctic Names benannte ihn 1966 nach Henry B. Schroeder, Meteorologe des United States Antarctic Research Program auf der Amundsen-Scott-Südpolstation im antarktischen Winter 1964, der überdies von 1964 bis 1965 als Feldforschungsassistent auf der Byrd-Station tätig war.